# Jacek Staniszewski
Jacek Staniszewski (ur. 1957 w Lęborku) – polski artysta współczesny, malarz, grafik, muzyk, pedagog Akademii Sztuk Pięknych w Gdańsku.
Zajmuje się działaniami w przestrzeni publicznej, plakatem, instalacją, grafiką, rysunkiem.

## Życiorys
Studiował w latach 1977–1984 na Wydziale Malarstwa i Grafiki Projektowej w Państwowej Wyższej Szkole Sztuk Plastycznych (obecnie ASP) w Gdańsku. Dyplom w Pracowni Grafiki prof. Jerzego Krechowicza w 1984 r. Adiunkt II stopnia w Pracowni Grafiki Projektowej prof. J. Krechowicza na Wydziale Malarstwa i Grafiki. Od 1982 r. prowadzi niezależną działalność muzyczną. W 1983 r. wraz z Janem i Michałem Erszkowskimi oraz Larrym Okey Ugwu współzałożył sopocki zespoł International Roots Reggae Band. W latach 1986–2001 wykonał ponad 200 plakatów do wystaw, spektakli teatralnych i koncertów. Zaprojektował szatę graficzną płyt zespołów: Bielizna, Apteka, Ego, Blenders, Ścianka, Centrala, Miasto mężczyzn, Czan, Mordy, Kury, Łoskot. W 1998 r. na 100 billboardach w Warszawie prezentowane były 3 autorskie projekty z cyklu „Wild Life is Us – Dzikie życie to my”. Jest autorem Drogi Krzyżowej wykonanej na zamówienie zakonu Kamilianów w Warszawie.
W 2022 r. otrzymał Nagrodę Prezydenta Miasta Gdańska w Dziedzinie Kultury z okazji jubileuszu 30-lecia pracy twórczej.
Wystawy indywidualne (do 1998 r.):
- 1987 „Dread Object I” Galeria „D”, Sopot
- 1987 „Dread Object II” Galeria Promocyjna, Warszawa
- 1989 „Dread Object III Tour” Galeria Wostock, Berlin Zachodni
- 1989 „The Last Dread Object” MCK, Leningrad
- 1994 „Dread & Vision” PGS, Sopot
- 1994 „Dr EAD” Delikatesy Avantgarde, Gdańsk
- 1996 „Dobra nowina” BWA, Zielona Góra
- 1997 „Art Film Fest” PGS, Sopot
- 1998 „Dzikie życie to my” PGS, Sopot
- 1998 „Dzikie życie – Wild Life” Centrum Sztuki Współczesnej, Warszawa

Wystawy zbiorowe (do 2001 r.):
- 1985 „Młodzi plastycy z Gdańska” Instytut Kultury Polskiej, Paryż
- 1986 „Ekspresja lat 80.” BWA, Sopot
- 1987 „Baraki”, Gdańsk
- 1987 „Moby Dick”, Gdynia
- 1988 „Realizm radykalny, abstrakcja konkretna” Muzeum Narodowe, Warszawa
- 1988 „A teraz rzeźba”, A. Bonarski, SARP Foksal, Warszawa
- 1989 „Na obraz i podobieństwo” – nowa ekspresja religijna, A. Bonarski, Zakłady Norblina, Warszawa
- 1989 „Lochy Manhattanu” J. Robakowski, Łódź
- 1990 „Raj utracony” Centrum Sztuki Współczesnej, Warszawa
- 1991 „Magowie i mistycy” Centrum Sztuki Współczesnej, Warszawa
- 1992 „Siedem przestrzeni” – N .Smolarz & J. Bogucki, Zachęta, Warszawa
- 1993 „Perseweracja mistyczna i róża” PGS, Sopot
- 1994 „Fatamorgana” Delikatesy Avantgarde, Gdańsk
- 1994 „Skarbek / Staniszewski / Visconti” Tacheles Galerie, Berlin
- 1995 „Tabula Rasa” Rathaus. Kilonia
- 1995 International workshop, Technikom Pretoria (RPA)
- 1996 „Green & Brown” National Museum, Pretoria (RPA)
- 1996 Delikatesy Avantgarde, Kunstraum, Düsseldorf
- 1996 „Video Mentale” Foro Artistici / Eis Fabrik Hannover
- 1997 „Sztuka Sopotu” PGS, Sopot
- 1998 Salon plakatu, Muzeum Plakatu w Wilanowie, Warszawa
- 1998 „The View from Poland” African Window Museum, Pretoria (RPA)
- 2001 Salon Plakatu Polskiego, Wilanów Warszawa
- 2001 Biennale Plakatu Polskiego, Kraków